# Ferdinand Quiquerez
Ferdinand Quiquerez (Budimpešta, 17. ožujka 1845. – Zagreb 12. siječnja 1893.), bio je hrvatski slikar francuskog podrijetla.
Značajan je kao slikar pejzaža, veduta i povijesnih kompozicija, te kao autor kojeg se često naziva začetnikom hrvatskog realizma. Najvažniju ulogu u njegovom stvaralaštvu zauzimaju utjecaji stranih umjetnika, ponajviše mađarskih, koje je primao izučavajući slikarski zanat kod određenih slikara te putovanja Italijom i Crnom Gorom, koja su ga inspirirala novim temama i ostavila dubok trag u njegovom odabiru kompozicija i izražajnih sredstava.

## Umjetnički kontekst druge polovice 19. stoljeća
U vremenu djelovanja Ferdinanda Quiqereza, vedute i pejzaži kojima se uz ostale popularnije teme bavio, nisu bile pretjerano raširene na polju hrvatskog slikarstva. Umjetnost se uglavnom ograničavala na ukus građanstva, što je značilo prevlast biedermajerskih portreta i prikaza iz svakodnevnog života. Krajem 19. stoljeća u portretiranju, koje je bilo omiljeno među građanstvom, prevladava fotografija, koja zbog svoje prirode medija polako zamjenjuje slikani portret, čineći opstanak slikarstva popularnih tema još težim.
Nakon pada Bachovog apsolutizma, u Hrvatskoj koja se nalazi u okviru Austro-Ugarske Monarhije, započinje borba protiv inozemnih utjecaja i tiska, te se teži nacionalnom izrazu i oživljavanju nacionalne kulture i povijesti. U takvom ozračju, svoj uzlet ponovno doživljavaju teme iz hrvatske prošlosti, poput krunidba hrvatskih kraljeva i ključnih događaja iz života Zrinskih i Frankopana. Usporedno i ovisno o toj tendenciji, svoju sveopću primjenu doživljava i oleografija, tehnika reprodukcije slikarskih djela u višebojnom tisku. Budući da se radi o tehnici umnožavanja umjetničkih djela prema predlošku određenog umjetnika, oleografija se brzo proširila društvom koje je težilo da u svojim domovima posjeduje bar jedan umjetnički oblikovan trenutak iz slavne hrvatske povijesti. Tim su se trendom okoristile novonastale izdavačko-umjetničke trgovine, koje su od umjetnika za malen novac otkupljivale skice povijesnih kompozicija oleografirajući ih i prodajući po znatno višoj cijeni od one koju je umjetnik dobio za svoj rad. Prvu takvu izdavačko-umjetničku trgovinu u Hrvatskoj otvorio je Ferdinand Bothe, a njega je slijedio Petar Nikolić te još nekolicina trgovaca. Upravo je za njih radio i Ferdinand Quiquerez. Najčešći oblik suradnje uključivao je narudžbu neke popularne povijesne teme od strane trgovca, koju je umjetnik zatim izrađivao u skicama. Kod Quiquereza su nam od takvih narudžbi očuvane ponekad samo oleografije, a ponekad samo skice.

## Životopis
Ferdinand Quiquerez rođen je 1845. godine u Budimu. Iz njegovog prezimena krije se podrijetlo koje seže sve do starog francuskog plemstva, čiji su se potomci u 18. stoljeću preselili na prostor srednje Europe. Ferdin otac bio je vojni liječnik, te je obitelj zbog njegovog zvanja često mijenjala prebivalište. No, otac je rano umro, što je za obitelj imalo brojne negativne posljedice, prije svega one financijske. Stoga njegova majka Marija novo prebivalište bira kod sestre u Zagrebu. Tu Ferdo upisuje gimnaziju, a kasnije i studij prava, kojeg prekida u 25. godini upravo zbog odabira umjetnosti kao životnoga zvanja. U svijet boja i platna uvodi ga slikar Josip Franjo Mücke. Prije prvog susreta s umjetnošću u Mückeovom atelijeru, Quiquerez nije primao nikakve umjetničke poduke niti imao slikarskog iskustva, što je posebno zanimljivo s obzirom na njegov crtački talent koji pokazuje već na samom početku umjetničkog rada. Bio je izvrstan crtač, što je prožimalo sve njegove radove. Vjerno je crtao i slikao pejzaže, vedute, povijesne kompozicije i portrete, pa čak i oslikavao crkvene prostore slikajući sakralne kompozicije. Njegov je stil uvelike ovisio o utjecajima koje je primao gledajući i kopirajući tuđa djela, te učeći od iskusnih slikara, ali i o temama koje je slikao. Tako je u povijesnim kompozicijama vidljiv utjecaj akademskog, naučenog slikarstva, dok se u društveno manje popularnim temama poput pejzaža i veduta primjećuje sklonost realizmu i osobnom izričaju, zbog kojeg je cijenjen. Slika uglavnom u svijetloj paleti, s nekoliko iznimaka. Osim u Mückeovom atelijeru, poduku prima na Akademiji u Münchenu, a nakon školovanja odlazi na putovanje po Italiji, koje ima značajni utjecaj na njegov stil i odabir tema. Nakon Italije kreće na put po Crnoj Gori, čiji će krajolik, povijest i stanovništvo dati njegovom slikarstvu nove poticaje i inspiracije.

## Slikarski počeci
Svoje prve slikarske korake Quiquerez je ostvario kod slikara povijesnih kompozicija i portreta Josipa Franje Mückea. Mücke je bio slikar mađarskoga podrijetla, koji je djelovao u Slavoniji u okviru osječkog slikarskog kruga, a po dolasku u Zagreb počeo je podučavati slikanje. U svom je radu baštinio akademski povijesni stil bečke akademije i mađarskih umjetnika, primjeran za kompozicije koje je slikao. U njegovom atelijeru Quiquerez izrađuje predskice za povijesne kompozicije koje Mücke često koristi kao predloške za svoje litografije. Osim toga, razvija svoju vještinu crtanja, te svojim radovima ispunjava brojne crtanke. U jednoj od tih crtanki nalazi se i prva očuvana Quiquerezova povijesna kompozicija iz 1868. godine, Krunjenje kralja Zvonimira, koja je poslužila Mückeu za izradu litografije. Osim povijesnih kompozicija, Ferdo crta vedute, pejzaže, te studije ljudi i životinja. Već nakon dvije godine naukovanja kod Mückea, Ferdo slika vlastite kompozicije, od kojih se najviše ističu biedermajerski portreti, primjerice portreti Ivana i Natalije Zajc te povijesne kompozicije od kojih je najznačajnija Dolazak Hrvata iz 1870. godine. Ta je povijesna kompozicija njegovo najbolje ostvarenje iz ranih godina, prije odlaska u Italiju. Nevjerojatno je koliko je brzo Ferdo naučio svladavati osnovne postavke povijesnih kompozicija i slikarstva uopće, a samo dvije godine prije Dolaska Hrvata nije imao nikakve slikarske poduke. Quiquerezov dolazak Hrvata izložen je u Narodnom domu čim je naslikan, a djelo mu je priskrbilo i prvu stipendiju od Josipa Jurja Strossmayera za akademiju u Münchenu.

## Akademija u Münchenu i put po Italiji
Nakon što dobiva vladinu stipendiju, Quiquerez 1870. godine napušta Zagreb, te odlazi na školovanje u München. Tamo na likovnoj akademiji uči slikanje kod njemačkog slikara povijesnih kompozicija Karla Theodora Pilotyja i crtanje kod bakropisca Johanna Leonharda Raaba. U to vrijeme na münchenskoj akademiji borave i Nikola Mašić, te Isidor Kršnjavi kojeg Ferdo tu upoznaje i nastavlja s njim prijateljevati. Osim dobre poduke u crtanju, za koju je Strossmayer smatrao da mu je potrebna, poduke koje je primao u Münchenu na Quiquereza neće ostaviti većeg stilskog utjecaja. No, promjena koja će itekako utjecati na njegov stil i teme bio je svakako put u Italiju, točnije u Veneciju i Rim.
Iz Münchena se vraća 1872. godine zbog bolesti i loše financijske situacije, a već iste godine kreće na put u Italiju, gdje će ostati do 1875. godine. Taj put nije bio pod posebnim mecenatskim pokroviteljstvom, te je Ferdo za boravka u Italiji pronalazio razne načine da preživi. Jedan od načina, za vrijeme boravka u Veneciji, bio je prodavanje kopija djela talijanskih majstora poput Tintoretta i Veronesea. Osim kopiranja starih majstora, učio je i u atelijeru profesora Molmentija. Djela koja je vidio i kopirao u Veneciji imat će odjeka u njegovim radovima tek pred kraj života. Nakon Venecije, Ferdo 1873. godine odlazi u Rim, gdje iste godine susreće Kršnjavoga i Strossmayera, te započinje suradnju sa Šenoinim časopisom Vienac koji objavljuje njegove radove. Nedugo zatim, zajedno s Kršnjavim odlazi na put u Sorrento i na Capri, gdje slika pejzaže i vedute inspirirajući se talijanskim krajolikom i suncem, te se susreće s duhom antike i renesanse. Jedno od zanimljivijih djela iz razdoblja boravka u Italiji je veduta Obala Tibra iz 1874. godine kojom faktografski bilježi prikaz dijela Rima koristeći pritom zanimljiva rješenja i svijetli kolorit. Osim slikanja pejzaža i veduta, Quiquerez marljivo crta i bilježi u crtanku spomenike, ljude i gradske prizore. Za vrijeme talijanskog boravka, u Hrvatskoj se u listopadu 1974. godine održava prva umjetnička izložba u Narodnom domu u Zagrebu, pod pokroviteljstvom JAZU. Na toj je izložbi bilo izloženo sedam Quiquerezovih djela, od kojih su neke bile njegove vlastite kompozicije, a neke kopije starih majstora koje je poslao iz Italije.

## Prekretnica 1875. godine i put u Crnu Goru
Quiquerez nakon putovanja po Italiji, umjesto u Pariz gdje je trebao otići i za koji je put imao novčanu potporu, odlazi u Dalmaciju, zadržava se u Zadru, a zatim nastavlja za Crnu Goru. U ljeto 1875. godine u Zadru, uz nekoliko portreta, pejzaža i studija ribarskih soba, slika svoje najznačajnije djelo, vedutu Porta Terraferma. To se djelo naziva jednim od ključnih slika u povijesti hrvatskog slikarstva 19. stoljeća. Značaj te slike u odnosu na ostale Quiquerezove kompozicije jest novi način na koji on pristupa toj već dobro izvježbanoj i provjerenoj temi. Za razliku od ostalih veduta i pejzaža koje slika, ovdje se odmiče od faktografskog bilježenja, prizor je rasplinutiji, obrisna linija slabija, a potez nemirniji. Ono što postiže takvom tehnikom jest upravo udaljavanje od teme djela i stavljanje težišta na slikarski izraz, što djelo čini posebnim u njegovom opusu, ali i u hrvatskom slikarstvu tog razdoblja.
Za vrijeme boravka u Zadru, Quiquerez susreće slikara Salghetti-Driolija, koji je bio pozvan da portretira crnogorskog kneza Nikolu i koji Ferdi, vidjevši njegove radove, prepušta tu zadaću. On tako 1875. godine odlazi u Crnu Goru, a putem koji vodi kroz različite krajolike i sela prima nove utjecaje i inspiracije za teme i kompozicije. Na putu kroz Bosnu i Hercegovinu bilježi u crtanku studije različitih ljudi koje susreće, zatim životinje i pejzaže. Često portretira upravo Hercegovce u nošnjama te crta konje, ostajući i dalje vjeran preciznom bilježenju detalja. Kompozicije koje bilježi na putu za Crnu Goru, ali i one koje radi tamo, iskoristit će kasnije u radovima za oleografije. Nakon što stiže u Crnu Goru, obavlja dužnost zbog koje je došao – postaje dvorski slikar i portretira kneza Nikolu, te crnogorske vojvode i kapetane. Osim portreta, njegova zadaća je bila bilježiti i događaje iz crnogorskog rata s Turcima. Crna Gora je, naime, 1875. godine objavila rat Turskoj, te ostvarila u sukobima značajne uspjehe, na koncu pobijedivši tursku vojsku. Putujući s vojskom Ferdo je bilježio različite studije ljudi, ratnika i lica, koje je kasnije iskoristio u skicama za povijesne kompozicije. Već 1876. godine Quiquerez se vraća u Zagreb gdje se trajno nastanjuje.

## Povratak u Zagreb
Po povratku u Zagreb iz Crne Gore 1876. godine, Quiquerez se trajno nastanjuje u Jurjevskoj ulici, te nastavlja slikati uglavnom portrete sugrađana. Budući da se nalazio u nezavidnoj financijskoj situaciji, izvor zarada pronašao je upravo u izradi predložaka za oleografije koje je prodavao Botheu, a kasnije Nikoliću i Kočondi. Jedna od zanimljivijih Quiquerezovih oleografiranih povijesnih kompozicija jest Krunidba kralja Zvonimira koja je očuvana isključivo kao oleografija iz 1884., uz skice iz crtanke koje su nastale 1878. godine. Na toj se slici očituje Quiquerezovo izučeno slikanje povijesnih tema, kako u kompoziciji, tako i u koloritu te motivima. Također, vidljivo je Quiquerezovo dobro poznavanje narodne motivike te predmeta i simbola vezanih uz krunidbe iz hrvatske povijesti. Tako je jedan od motiva koje često ponavlja na svojim povijesnim kompozicijama upravo lik bradatog vladara odjevenog u hermelin te bogato ukrašen tepih koji se povija od hodanja. Motiv bradatog vladara u hermelinu ponavlja i na kompoziciji Tomislav, prvi hrvatski kralj, koja je oleografirana 1889. godine. Iz navedenih se kompozicija jasno očituje Quiquerezov način obrade povijesnih tema, koji uvelike slijedi akademski stil usvojen kod Mückea. I kod ostalih predložaka za oleografije, poput Prijelaz generala Filipovića i austrijske vojske kod Broda, zatim Juriš iz Sigeta i Posljednji časovi bana Petra Zrinskog i kneza Franje Krste Frankopana, koje je izrađivao po narudžbi već spomenutih trgovaca Bothea i Nikolića, pokazuju zadržavanje unutar stilske tradicije naučenih povijesnih kompozicija. No, u skicama za predloške mogu se primijetiti utjecaji s putovanja Italijom i Crnom Gorom, koji se očituju u oblikovanju lika i lica, kao što su to studije glave Matije Gupca za oleografiju Smrt Matije Gupca iz 1878. godine. Osim povijesnih kompozicija, trgovci od njega naručuju i predloške portreta slavnih Hrvata, poput portreta Petra Preradovića i Ivana Gundulića, čije oleografije izlaze 1888. godine. Osim što slika predloške da bi preživio, Quiquerez često slika i portrete svojih prijatelja i ljudi koji ga okružuju, ali i autoportrete. Jedan od zanimljivijih takvih portreta je i Portret punice, gđe Hadrović, iz 1883., te Autoportret iz 1879. godine. Na tim se portretima jasno uočava razlika Quiquerezovog stila u odnosu na povijesne kompozicije koje su bile namijenjene prodaji i proširivanju među publikom. Kolorit je tamniji, potez prirodniji, a obrisna linija slabija. Može se, dakle, još jednom iz predloženog zaključiti, da je Quiquerez u samostalnom radu vjernije slijedio svoj unutarnji izraz i utjecaje koje je primao na putovanjima, dok se pri slikanju povijesnih kompozicija držao uobičajenog, ustaljenog i naučenog akademskog izraza, karakterističnog za takve teme.
Dvije godine nakon povratka u Zagreb, Quiquerez postaje profesor crtanja na zagrebačkoj Velikoj realci, te za vrijeme ljetnih praznika odlazi na putovanje u Slavoniju i Srijem. Na tom je putovanju izrađivao studije zemlje i naroda, koje su trebale poslužiti kao likovne nadopune Prirodnom zemljopisu Hrvatske Vjekoslava Klaića. Ferdo na tom putovanju u svoju crtanku fotografski vješto bilježi različite prizore seoskog života, ljude, životinje, te krajolike i vedute gradića.
Godine 1879. Osniva se Društvo umjetnosti u Zagrebu, te se već na prvoj sjednici, na kojoj je bio prisutan i Quiquerez, odlučuje postaviti izložba krajem godine. Tako je 15. prosinca 1879. godine održana prva umjetnička izložba Društva umjetnosti, koja se održala u prostorima današnje Moderne galerije, tada palači Vraniczany. Ferdo na izložbi izlaže nekoliko svojih djela, poput Smrti Matije Gupca, te kompozicije poput Kosovke djevojke čija je motivika vezana uz narodne pjesme.

## Crkveno slikarstvo
U Quiquerezovom opusu zasebnu ulogu ima crkveno slikarstvo. S tom temom upoznao se tek nakon svog konačnog povratka u Zagreb, točnije 1878. godine, kada odlazi s Kršnjavim u pavlinski samostan u Lepoglavu. Freske koje su se nalazile u pavlinskom refektoriju trebale su biti skinute sa zida i prenesene u Zagreb, no Kršnjavi je predložio upravo Quiquereza da neke od njih kopira, umjesto da se prenose u Zagreb. Bio je izabran upravo zbog vještog bilježenja viđenog i crtačkog talenta kojeg je posjedovao, no sakralne teme i kompozicije bile su za njega potpuno novo iskustvo. Kopirajući pavlinske freske, preuzimao je njihov stil, kolorit i kompozicije, te ih iskorištavao u slikanju nadolazećih sakralnih tema. Jedna od njih bila je prikaz Staroga i Novoga zavjeta u fresco tehnici prilikom obnove crkve Sv. Marka u Zagrebu 1881. godine. Freske je izradio zajedno sa slikarom Novakom, no rad obojice autora u Sv. Marku ostaje nam nepoznat zbog Kljakovićevih fresaka, koje su naslikane preko njihovih. Za Sv. Marka radi i palu Isus u hramu među učiteljima. Vidjevši freske u Sv. Marku, župnik iz Marije Bistrice poziva Ferdu da oslika dvadeset i dvije lunete s temom čudesa u cinktoru tog marijanskog svetišta. Rad na oslikavanju luneta trajao je od 1882. do 1884. godine. Ni jedna od tog mnoštva Quiquerezovih sakralnih kompozicija danas više nije poznata, jer su freske također preslikane. No, skice za sakralne teme ostale su dijelom očuvane u Ferdinim crtankama, te prilično jasno pokazuju kompozicijska rješenja. Autor se, naime, prilagodio polukružnom okviru, te zamišljao unutar njega jednostavne i jasne kompozicije. Ono što je ostalo sačuvano od njegovog sakralnog opusa jest oslik crkve u Svetoj Mariji pod Okićem iz 1890. godine, oslik svetišta crkve u Polenščaku kraj Ptuja iz 1888. godine, te sedamnaest ikona za ikonostas crkve u Brodcu kraj Bjeljine iz 1885. godine. U Ptuju i Okiću slika medaljone s prikazom evanđelista, dok za ikonostas u Brodcu slika različite sakralne teme, poput Kristovog krštenja, Bogorodice s Djetetom, Tajne večere te Krunjenja Bogorodice. Od navedenih očuvanih sakralnih ostvarenja, najznačajniji je Quiquerezov rad na navedenom ikonostasu. Razlog tome je upravo širi uvid u njegova rješenja za sakralne kompozicije, te raznovrsnost tema kojima se morao prilagoditi. U stilskim obilježjima brodačkih ikona vidljiv je utjecaj zapadnoeuropskog baroknog sakralnog slikarstva, s kojim se Ferdo susreo prilikom putovanja po Italiji, te utjecaj akademskog realizma uobičajenog u sakralnom slikarstvu kraja 19. stoljeća. Budući da je po prvi puta radio sakralne kompozicije namijenjene za pravoslavnu crkvu, nastojao se prilagoditi slikarskom izričaju karakterističnom za pravoslavne ikone, što se posebice primjećuje u oblikovanju aureola svetaca i korištenju zlatne boje. U djelima namijenjenima za katoličku crkvu, poput prije navedenih ostvarenja iz Ptuja i Okića, Quiquerez ne odstupa od uobičajenog načina oblikovanja sakralnih tema svoga vremena, zadržavajući jednostavnu formu, suzdržavajući patetiku prizora i oslanjajući se na rješenja koja su mu bila poznata iz Italije i pavlinskog refektorija.

## Posljednje desetljeće stvaralaštva
Osim crkvenim slikarstvom, Quiquerez se osamdesetih godina 19. stoljeća, te pod sam kraj života 1893. i dalje bavi svojim uobičajenim temama – portretima i povijesnim kompozicijama. Već su ranije spomenuta neka djela iz osamdesetih, koja u obliku predložaka prodaje trgovcima za oleografije. Slikanjem povijesnih kompozicija u te svrhe, nastavit će se baviti sve do posljednjih godina života. Osim predložaka za oleografije, slikao je i portrete svojih prijatelja i poznanika, ali i naručene portrete građanskih obitelji tog doba, poput portreta bračnog para Forko i Dame u bijelom iz 1891. godine. Novost u njegovom umjetničkom djelovanju bila je suradnja s humorističkim časopisom Bič, koja je započela 1883. godine i tijekom koje je Quiquerez crtao karikature kao likovnu dopunu časopisu. Poznat je i crtež za naslovnicu časopisa, koju Ferdo izrađuje 1884. godine, a koja prikazuje muškarca u seljačkoj odjeći koji zamahuje bičem. Zadnjih godina života, Quiquerez i dalje slika, jer se nalazio u lošoj financijskoj i zdravstvenoj situaciji oboljevši od tuberkuloze, od koje je na kraju i umro, pa su mu bili potrebni i najmanji prihodi od slikarstva. Godine 1892. započinje svoju posljednju povijesnu kompoziciju Antemurale Christianitatis ili Predziđe kršćanstva. Uspio je izraditi tek studiju, ostavivši djelo nedovršenim. No, već sama studija upućuje na značajne promjene, koje su se stale odvijati u Ferdinom izrazu u zadnjim godinama života. Naime, tek se sada jasnije prepoznaju utjecaji velikih majstora koje je kopirao u Italiji, posebice Tintoretta. Promjene su vidljive prije svega u koloritu, koji je odjednom mnogo tamniji, što je neobično za slikara koji je volio uglavnom rasvijetljenu paletu. Također, zanimljivo je i rješenje kompozicije te kadriranje scene. U centar kompozicije Quiquerez postavlja mladu ženu, čija odjeća podsjeća na odjeću grčkih i rimskih bogova, koja, vitlajući mačem u jednoj ruci i braneći se štitom s uzorkom šahiranog grba u drugoj, tjera od sebe Turke koji su prikazani s leđa kako posrću pred naletom mlade ratnice. No, Quiquerez ovoga puta u liku žene utjelovljuje Hrvatsku, koja je u vrijeme turske opasnosti nosila naziv ove slike, otkrivajući time alegorijski karakter djela, što je neobično i novo u njegovom opusu. Ova posljednja kompleksnija kompozicija iz Quiquerezovog stvaralaštva predstavlja, zbog oblikovnih inovacija i pomaka, uz Porta Terraferma, jedno od njegovih najznačajnijih ostvarenja. Zadnjih nekoliko mjeseci svog života Ferdo provodi s prijateljem Kršnjavim, kojeg usput portretira, što čini njegova posljednja djela. Umire u bijedi 1893. godine u krugu svoje obitelji.

## Galerija slika
- Antemurale Christianitatis, 1892.
- Autoportret, 1879.
- Dolazak Hrvata, 1870.
- Krunidba kralja Zvonimira, 1878.
- Obala Tibra, 1874.
- Portret gđe Hadrović, 1883.
- Studija glave Hercegovca II, 1876.
- Studija glave Matije Gupca, 1878.
- Tomislav, prvi hrvatski kralj, 1888.
- Slika Ferde Quiquereza kraj bazilike Blažene Djevice Marije u Mariji Bistrici
- Franjo Maixner, rektor Zagrebačkog sveučilišta, rad Ferde Quiquereza 1880. godine